# Lebrecht (Anhalt-Köthen)

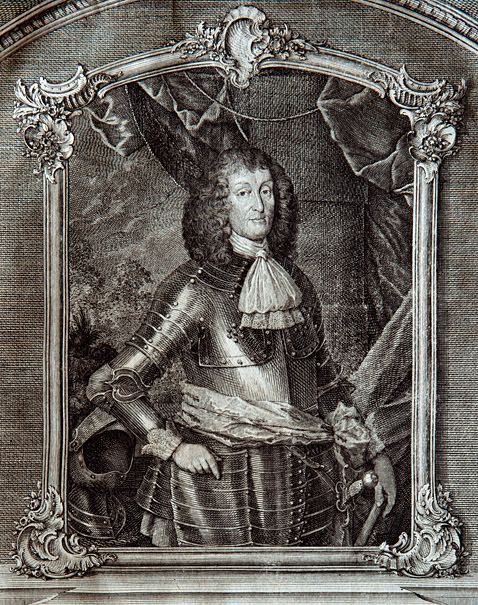
Lebrecht von Anhalt-Köthen

Lebrecht von Anhalt-Köthen (* 8. April 1622 in Plötzkau; † 7. November 1669 in Köthen) aus dem Geschlecht der Askanier war Fürst von Anhalt-Plötzkau und seit 1665 Fürst von Anhalt-Köthen.

## Leben
Lebrecht war der zweite Sohn des Fürsten August von Anhalt-Plötzkau (1575–1653) aus dessen Ehe mit Sibylle (1590–1659), Tochter des Grafen Johann Georg zu Solms-Laubach. Lebrecht schloss seine Ausbildung mit einer längeren Kavaliersreise ab und erwarb sich danach die Gunst des Großen Kurfürsten.
Er folgte seinem Vater gemeinsam mit seinen beiden Brüdern Ernst Gottlieb und Emanuel 1653 in der Regierung von Anhalt-Plötzkau. Nach dem Tod des Fürsten Wilhelm Ludwig von Anhalt-Köthen wurde er 1665 Fürst von Anhalt-Köthen, das er gemeinsam mit seinem Bruder Emanuel regierte. Plötzkau wurde wieder an Anhalt-Bernburg zurückgegeben. Die Brüder regierten einträchtig, wobei Lebrecht als besonders fromm und mildtätig galt; er ließ in Köthen ein Krankenhaus mit dazugehörigem Gottesacker errichten.
Unter dem Gesellschaftsnamen Der Angenehme wurde er Mitglied der literarischen Fruchtbringende Gesellschaft.
Lebrecht heiratete am 18. Januar 1655 in Plötzkau Sophie Eleonore (1628–1675), Tochter des Grafen Heinrich Volrad zu Stolberg-Wernigerode. Die Ehe blieb kinderlos. Als Fürst von Anhalt-Köthen folgte ihm sein Bruder Emanuel. Lebrecht wurde in der Fürstengruft der Köthener St.-Jakobs-Kirche bestattet.